# Cerodontha frankensis
Cerodontha frankensis är en tvåvingeart som beskrevs av Spencer 1969. Cerodontha frankensis ingår i släktet Cerodontha och familjen minerarflugor. Inga underarter finns listade i Catalogue of Life.